# José Cruz (beisbolista)
José Cruz (Arroyo, Puerto Rico, 8 de agosto de 1947) es un exjugador profesional puertorriqueño de béisbol que se desempeñó en la posición de jardinero izquierdo en las Grandes Ligas de Béisbol (MLB). Logró obtener dos Bates de Plata.

## Carrera
Cruz jugó como profesional cinco temporadas en St. Louis Cardinals (1970-1974), después pasó a Houston Astros (1975-1987), luego a New York Yankees, donde jugó una temporada (1988), y fue el equipo en el que se retiró.

## Premios
Fue galardonado con el Bate de Plata en dos oportunidades (1983 y 1984).